# Lead Us Not into Temptation
Lead Us Not into Temptation è un album discografico di colonna sonora del musicista statunitense David Byrne, pubblicato nel 2003.
È stato realizzato per il film Young Adam di David Mackenzie.

## Tracce
Tutte le tracce sono scritte da David Byrne, tranne dove indicato.
1. Body in a River – 2:53
2. Mnemonic Discordance – 2:43
3. Seaside Smokes – 3:08
4. Canal Life – 2:28
5. Locks & Barges – 2:00
6. Haitian Fight Song – 2:50 (Charles Mingus)
7. Sex on the Docks – 4:25
8. Tnexorable – 2:20
9. Warm Sheets – 3:01
10. Dirty Hair – 4:48
11. Bastard – 2:57
12. The Lodger – 4:16
13. Ineluctable – 4:20
14. Speechless – 4:04
15. The Great Western Road – 4:44